# Platyzosteria biglumis
Platyzosteria biglumis es una especie de cucaracha terrestre del género Platyzosteria, tribu Polyzosteriini, subfamilia Polyzosteriinae. Fue descrita científicamente por Saussure en 1864.

## Distribución
Se distribuye por Oceanía: Australia (Nueva Gales del Sur, Victoria y Australia Meridional).